# Orbe (miasto)
Orbe (hist. Orbach) – miasto i gmina (commune) w zachodniej Szwajcarii, w kantonie Vaud, w okręgu (district) Jura-Nord vaudois. Leży na wzgórzu, otoczonym meandrem rzeki Orbe, od której wzięło swą nazwę.

## Demografia
W Orbe mieszka 7548 osób. W 2021 roku 33,3% populacji gminy stanowiły osoby urodzone poza Szwajcarią.

## Transport
Przez teren miasta przebiegają autostrada A9 oraz drogi główne nr 130, nr 132 i nr 133. 